# Слейпнер (футбольный клуб)
ИК «Слейпнер» (швед. IK Sleipner) — шведский футбольный клуб из города Норрчёпинг, в настоящий момент выступает в Дивизионе 2, четвертом по силе дивизионе Швеции. Клуб основан в 1903 году, домашние матчи команда проводит на стадионе «Идроттспаркен», вмещающем 19 414 зрителей. Название клубу было дано в честь восьминогого Слейпнира — коня бога Одина. «Слейпнер» является чемпионом Швеции сезона 1937/38 и финалистом национального кубка 1941 года.

## Достижения
- Чемпионат Швеции по футболу:
  - Золото (1): 1937/38.
  - Серебро (3): 1920, 1921, 1936/37.
- Кубок Швеции по футболу:
  - Финалист (1): 1941.